# Georgia ai Giochi della XXXIII Olimpiade
La Georgia ha partecipato ai Giochi della XXXIII Olimpiade, svoltisi a Parigi dal 26 luglio all'11 agosto 2024, con una delegazione di 28 atleti, 21 uomini e 7 donne, in 9 discipline.
I portabandiera alla cerimonia di apertura sono stati Lasha T'alakhadze e Nino Salukvadze.

## Delegazione
| Sport             | Uomini | Donne | Totale |
| ----------------- | ------ | ----- | ------ |
| Atletica leggera  | 0      | 1     | 1      |
| Ginnastica        | 7      | 3     | 10     |
| Judo              | 7      | 0     | 7      |
| Lotta             | 1      | 1     | 2      |
| Nuoto             | 2      | 0     | 2      |
| Pugilato          | 1      | 0     | 1      |
| Scherma           | 3      | 0     | 3      |
| Sollevamento pesi | 0      | 1     | 1      |
| Tiro              | 0      | 1     | 1      |
| Totale            | 21     | 7     | 28     |